# Gyertyánalja
Gyertyánalja (szlovákul: Podhrabina) Komlóskeresztes község része Szlovákiában, az Eperjesi kerület Eperjesi járásában.

## Fekvése
Komlóskeresztes központjától 2 km-re délnyugatra fekszik.

## Története
1920 előtt területe Sáros vármegye Girálti járásához tartozott.

## Külső hivatkozások
- Gyertyánalja Szlovákia térképén

## Lásd még
- Komlóskeresztes